# 動胸龜科
動胸龟科（Kinosternidae），也叫泥龟科，是龟鳖目动胸龟总科的一个科，下现存4属25种小型肉食龟类，甲壳长一般在10—15 cm（3.9—5.9英寸）之间，但麝香龟属的生物可以长到30 cm（12英寸）。此外还有三个属已经灭绝。

## 分类
- †Baltemys[2]
- †Xenochelys[3]
- †Yelmochelys[4]
- 动胸龟亚科（Kinosterninae）[1]
  - Kinosternon
  - Sternotherus
- 麝香龟亚科（Staurotypinae）
  - Claudius
  - Staurotypus